# Racquets vid olympiska sommarspelen 1908
Vid olympiska sommarspelen 1908 avgjordes en turnering i racquets som spelades mellan 27 april och 1 maj 1908 på Queen's Club. Antalet deltagare var sju tävlande från ett land.

## Medaljfördelning
| Medaljfördelning |                |      |        |       |        |
| Placering        | Nation         | Guld | Silver | Brons | Totalt |
| 1                | Storbritannien | 2    | 2      | 3     | 7      |

## Medaljörer

### Herrar
| Gren               | Guld                                             | Silver                                        | Brons                                                             |
| Singel Detaljer... | Evan Noel · Storbritannien                       | Henry Leaf · Storbritannien                   | John Jacob Astor · Storbritannien Henry Brougham · Storbritannien |
| Dubbel Detaljer... | Storbritannien · Vane Pennell · John Jacob Astor | Storbritannien · Edmund Bury · Cecil Browning | Storbritannien · Evan Noel · Henry Leaf                           |

## Deltagande nationer
Totalt deltog sju racquetsspelare från ett land vid de olympiska spelen 1908 i London.
|                      |  |  |
| - Storbritannien (7) |  |  |